# MAGLEV 2000
MAGLEV 2000は現在計画中の時速300マイル以上での走行を予定する超伝導磁気浮上式鉄道である。Gordon DanbyとJames R. Powellによる先駆的な研究を元にしている。

## 構造
超伝導電磁石によって走行時に地上に設置された誘導コイルとの間での誘導反発で浮上する。全長20マイルの試験線をフロリダ州のケープ・カナベラルの近郊に建設する予定である。